# 水素化水銀(I)
水素化水銀(I)(Mercury(I) hydride)は、化学式HgHの無機化合物である。これまで大量に得られたことはなく、大量に集まった際の性質は分かっていない。しかし、水素化水銀(I)の分子は固相ガスマトリックスで単離されている。分子は、熱分解に対して非常に不安定である。このような事情で、性質の測定は未だ十分に行われていないが、多くの性質はコンピュータにより計算されている。

## 分子の形

### 歴史
1979年と1985年に、スイスの化学物理学者であるEggerとGerber、またソビエト連邦の化学物理学者であるKolbychevaとKolbychevは、それぞれ独立に、この物質の分子レーザーの開発が可能であると理論的に判断した。

### 化学的性質
不安定な気体であり、第12族元素の一水素化物の中で最も重い。水銀の電気陰性度が水素のそれよりも低いため、水素と水銀の酸化数は、それぞれ-1と+1である。化学式MHの金属水素化物二原子分子の安定性は、Mの原子番号が大きくなるにつれ、増加する。
Hg-H結合は非常に弱く、そのためこの化合物は、温度6K以下のマトリックス分離法でしか単離されていない。二水素化物の水素化水銀(II)(HgH2)もこの方法で検出されている。

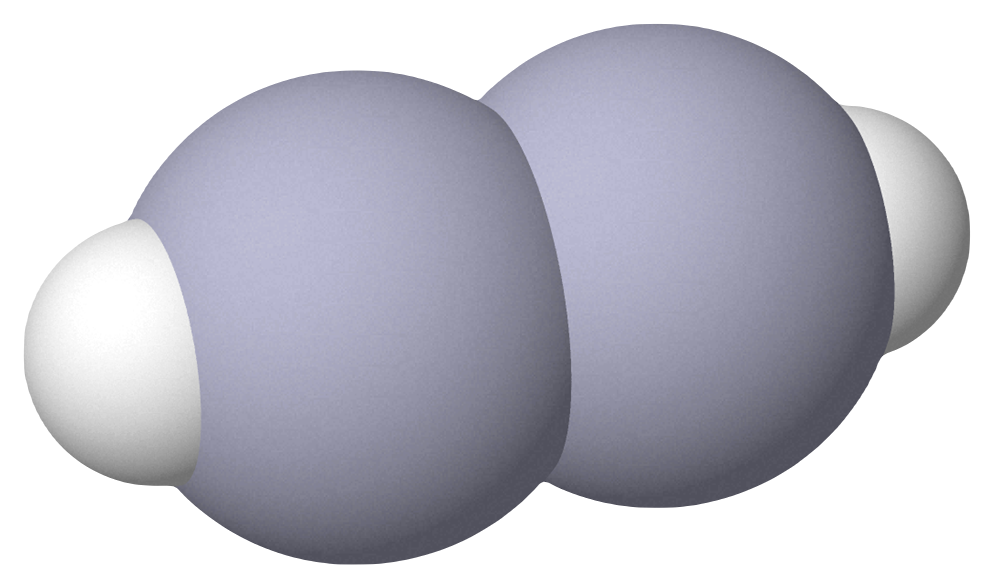
Dimercurane

関連化合物のジメルクラン(2)は化学式Hg2H2で、水素化水銀(I)の二量体と考えられている。自発的に単量体に分解する。

#### 電子状態
水素化水銀のような水銀錯体の水銀中心は、会合により1つの電子を供与または受容できる。
HgH + R → HHgR
この電子供与または電子受容のため、水素化水銀はラジカルの性質を帯びる。適度な反応性を持つモノラジカルである。